# Aratinga auricapillus
Aratinga auricapillus là một loài chim trong họ Psittacidae.

## Hình ảnh

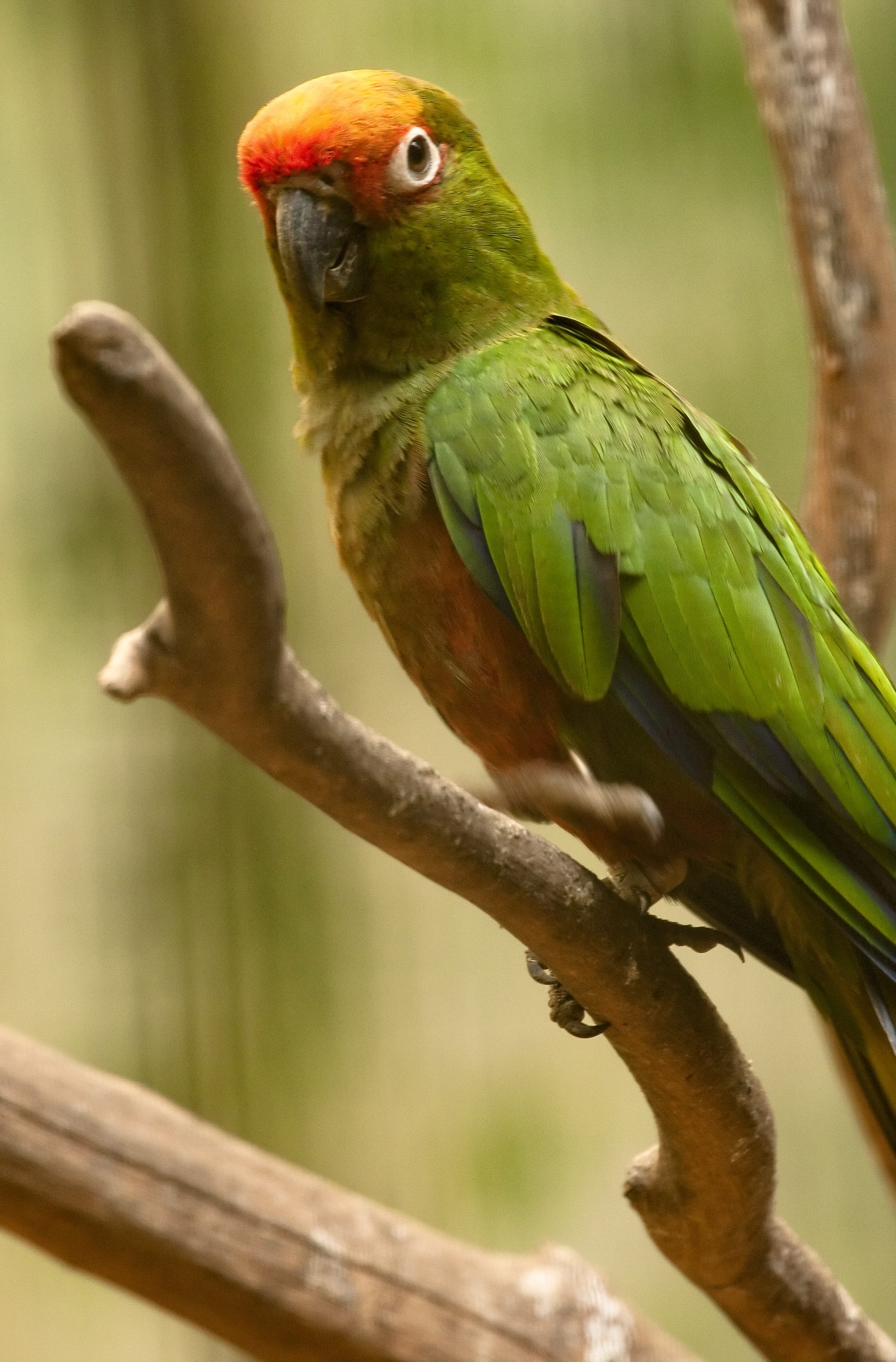
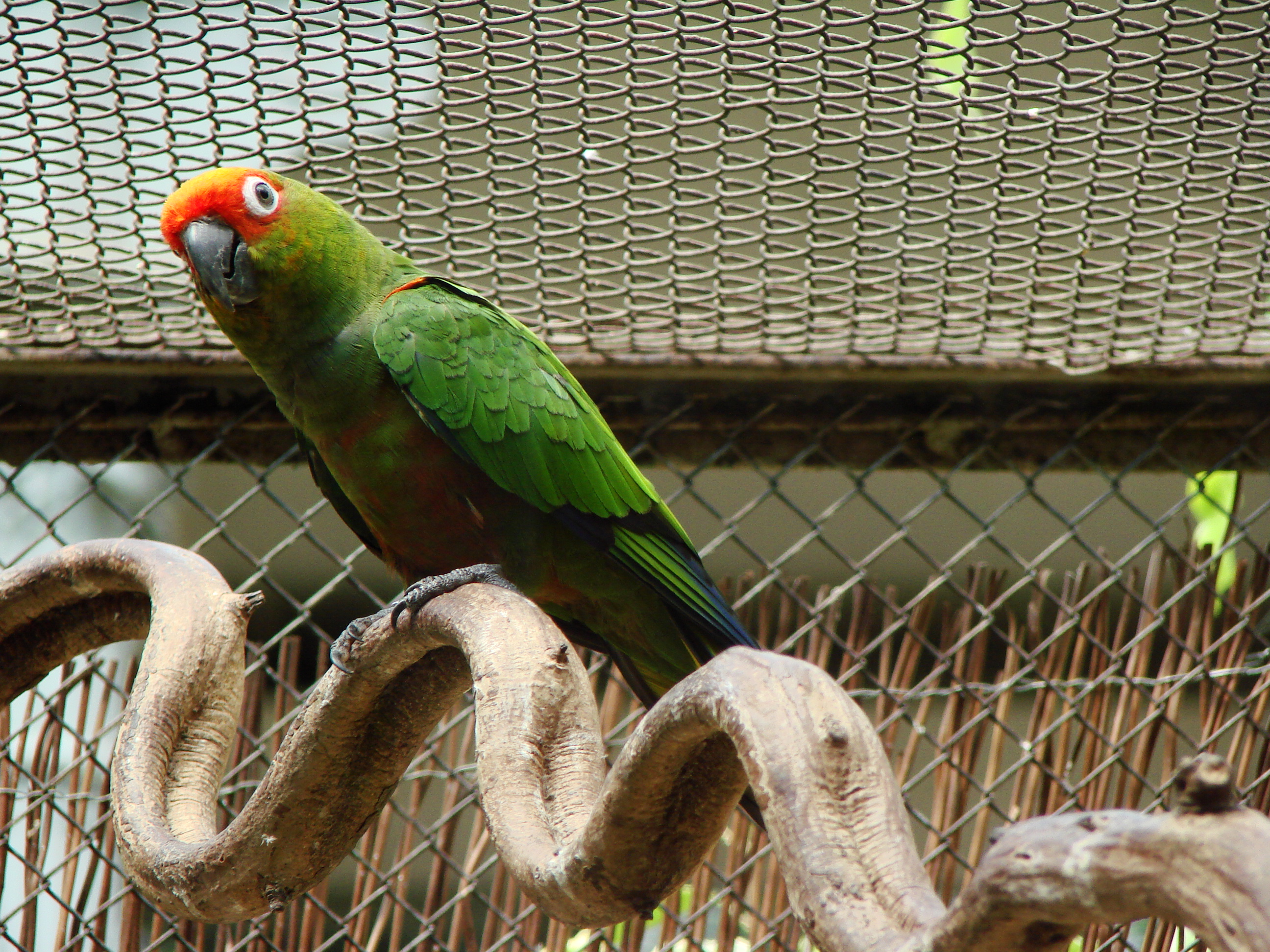
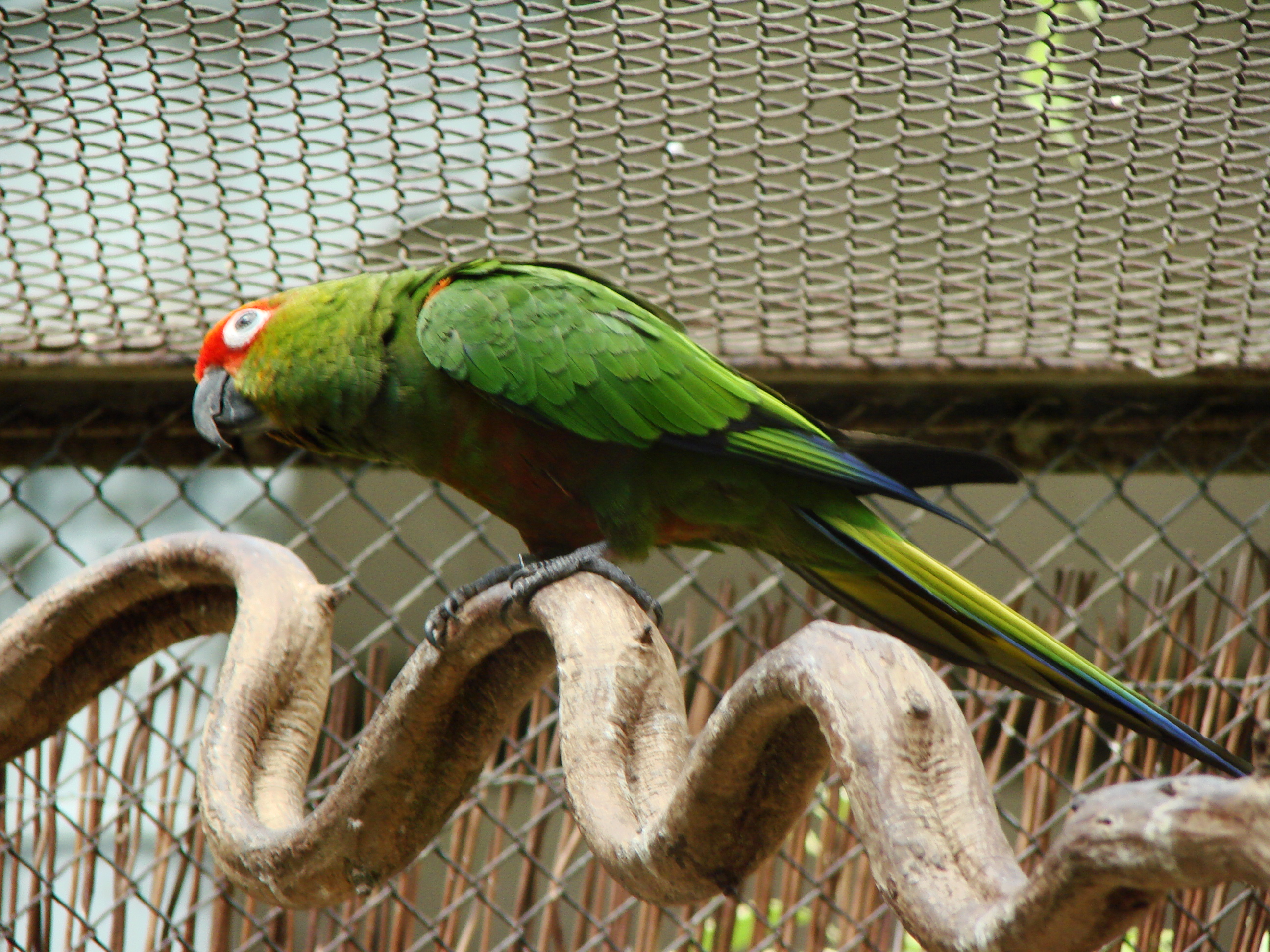